# Kae Grant
Kae Grant (* um 1930, geborene Kae Otton) ist eine ehemalige kanadische Badmintonspielerin.

## Karriere
Kae Grant gewann unter ihrem Geburtsnamen Otton 1951 den kanadischen Titel im Dameneinzel. 1956 wurde sie in der gleichen Disziplin Zweite. Bei den Canadian Open 1958 belegte sie sowohl im Einzel als auch im Doppel Rang zwei.

## Sportliche Erfolge
| Saison | Veranstaltung                                        | Disziplin   | Platz | Name                    |
| ------ | ---------------------------------------------------- | ----------- | ----- | ----------------------- |
| 1951   | Kanada: Einzelmeisterschaften                        | Dameneinzel | 1     | Kae Otton               |
| 1956   | Kanada: Einzelmeisterschaften                        | Dameneinzel | 2     | Kae Grant               |
| 1958   | Kanada: Nationale und Internationale Meisterschaften | Dameneinzel | 2     | Kae Grant               |
| 1958   | Kanada: Nationale und Internationale Meisterschaften | Damendoppel | 2     | Kae Grant / Jean Miller |

## Referenzen
- The Calgary Herald, 10. März 1958, S. 14
- The Vancouver Sun, 12. März 1956, S. 14
- The Leader-Post (Regina), 12. März 1951, S. 15

| Personendaten    | Personendaten                 |
| ---------------- | ----------------------------- |
| NAME             | Grant, Kae                    |
| ALTERNATIVNAMEN  | Otton, Kae                    |
| KURZBESCHREIBUNG | kanadische Badmintonspielerin |
| GEBURTSDATUM     | um 1930                       |